# کیتری (مین)
کیتری(به انگلیسی: Kittery) شهری در ایالت مین کشور ایالات متحده آمریکا است که جمعیت آن در سرشماری سال ۲۰۱۰ میلادی، ۴٬۵۶۲ نفر بوده‌است.